# Mato Neretljak
Mato Neretljak est un footballeur international et un entraîneur croate né le 3 juin 1979 à Orašje.

## Sélections
- 10 sélections et 1 but avec l'équipe de Croatie de 2001 à 2006.

## Palmarès

### Hajduk Split
- Champion de Croatie en 2004 et 2005.
- Vainqueur de la Coupe de Croatie en 2003.
- Vainqueur de la Supercoupe de Croatie en 2004.

### Suwon Samsung Bluewings
- Champion de Corée du Sud en 2008.
- Vainqueur de la Coupe de la ligue sud-coréenne en 2008.